# Pharella acuminata
Pharella acuminata is een tweekleppigensoort uit de familie van de Pharidae. De wetenschappelijke naam van de soort is voor het eerst geldig gepubliceerd in 1842 door Hanley.